# Harry Nelson Pillsbury
Harry Nelson Pillsbury (Somerville, Massachusetts, 5 de diciembre de 1872-Filadelfia, Pensilvania, 17 de junio de 1906) fue jugador de ajedrez  estadounidense.

## Biografía
Su infancia transcurrió en Filadelfia. No aprendió a jugar ajedrez hasta los 16 años, lo que no fue óbice para que a los 18 obtuviera fama en su país batiendo a fuertes ajedrecistas. Cuando tenía 20 años, en 1892, el campeón del mundo Wilhelm Steinitz visitó Boston, y jugó 3 partidas contra Pillsbury, que a la sazón era el mejor jugador de Estados Unidos ya en esos momentos. Ante el asombro general, Pillsbury se impuso por 2 a 1 sobre 3 partidas.
Después de esto, transcurren dos años con resultados no muy brillantes, pero en 1894 obtiene la victoria en el Torneo Metropolitano de Nueva York. Esto le catapulta ante los mecenas estadounidenses, y le financian un viaje para que vaya a competir a Europa, concretamente a Inglaterra, al torneo de Hastings, celebrado en 1895 y del que sale victorioso ante nada más y nada menos que Emanuel Lasker, Wilhelm Steinitz y Mijaíl Chigorin.
Su fama gana enteros con el triunfo en Hastings, y es invitado a un torneo cuadrangular en San Petersburgo, entre él y los tres citados anteriormente. En esta ocasión, Lasker vence, seguido de Steinitz, y Pillsbury tercero. Pero el mayor contratiempo de este torneo no es no poder revalidar su triunfo en Hastings, sino que durante su estancia en la ciudad, contrae la sífilis.
El desquite se lo toma en el torneo de Hamburgo en 1896, en el que batió a los tres grandes jugadores citados, pero no obtuvo buenos resultados ante oponentes más débiles, y tuvo que compartir el tercer y cuarto puesto con Siegbert Tarrasch. 
Durante 1899 y 1900, Pillsbury asistió en una gira por su país a diversos acontecimientos y exposiciones, pero su deseo era volver a Europa a enfrentarse con los mejores.
De vuelta a Europa disputó varios torneos, pero ya se encontraba muy enfermo, y nunca pudo desbancar de los primeros lugares a Lasker. Murió en 1906 aquejado de la sífilis contraída tiempo atrás, que se le complicó con una tuberculosis.
Pillsbury, además de por su brillante juego, pasó a la historia por su portentoso cerebro. Daba exhibiciones de juego a la ciega, en la que era el mejor especialista.